# Livlandske krønike
Henrik af Letters Livlandske krønike (på lettisk: Indriķa Livonijas hronika, latin: Heinrici Cronicon Lyvoniae) er et historisk dokument, der beskriver Letlands og Estlands historie mellem 1180 og 1227. Det er det ældste kendte dokument om Livland og dermed Letlands historie.

## Baggrund
I 1200-tallet, samtidig med de velkendte korstog til Jerusalem og Mellemøsten, foregik de baltiske korstog. Før korstogene mod Livland (som bestod af den sydlige del af nutidens Estland og af Letland) var dette område et hedensk samfund. I dette område mødtes både tyske købmænd, handelsfolk fra Novgorod, tyskere, danskere,svenskere, nordmænd og russere. Gennem denne kontakt opstod en handel, kultur og landing af religiøse impulser. Flere skandinaviske herskere og den Tyske orden erobrede og besatte dele af Baltikum.

## Indhold
Henrik af Letters krønike indeholder øjenvidneskildringer om korstogstiden på en meget menneskelig og levende måde.
Den viser de komplicerede forhold, som opstod, når religiøse motiver blandes med politiske hensigter. Den anden kendte lettiske krønike, rimkrøniken, har ikke samme store historiske værdi, efter som den stort set er skrevet som en patriotisk fortælling til kristen hofunderholdning. 
Krøniken består af fire bøger. De første to bøger, Om Livland og Om biskop Berthold, beskriver de to tyske biskopper Meynards og Bertholds ankomst og deres mislykkede forsøg på at etablere sig i Livland.
Den tredje bog, Om biskop Albert, beskriver den tredje biskop, Albert von Buxhövden, grundlæggeren af Sværdbroderordenen, og erobringen af Livland. Den fjerde bog, Om Estland, beskriver Alberts og Sværdbroderordens erobring af Estland. Originalmanuskriptet er desværre ikke bevaret. Der findes dog 16 forskellige kopier, som er nedskrevet mellem 1300-tallet og 1800-tallet. Den ældste kopi går under navnet Codex Zamoscianus. 
Hans krøniker er skrevet fra den katolske kirkes synsvinkel og kirkens virke i og indvirkning på området. Krøniken kan være påbegyndt som en rapport til den pavelige legat Vilhelm af Modena, som Henrik var tolk for mellem 1225 og 1227. Vilhelm af Modena var i Livland for at mægle i en intern strid mellem den kristne sværdbroderordenen og Livlands katolske biskopers med hensyn til territoriale krav.

### Sverige i krøniken
I år 1203 omtaler krøniken Visby. Dette er det ældste kendte skriftlige omtale af byen. Krøniken fortæller også, at der samme år var estere fra øen Ösel (Saremaa) i Blekinge, hvor de blandt andet skal have ødelagt en kirke og taget slaver og plyndret. Videre står der, at sådanne angreb ikke var usædvanlige i Sverige og Danmark.